# Zemannita
La zemannita és un mineral tel·lurit de la classe dels minerals òxids. Va ser descoberta l'any 1961 a la mina Bambolla del municipi de Moctezuma, a l'estat de Sonora (Mèxic), sent nomenada així en honor de Josef Zemann, cristall-químic austríac.
Un sinònim és la seva clau: IMA1968-009.

## Característiques químiques
És un tel·lurit hidratat dels metalls magnesi, zinc i ferro, sense anions addicionals. La zemannita és un òxid de fórmula química Mg₀.₅ZnFe³⁺(Te⁴⁺O₃)₃(H₂O)n, on: 3 ≤ n ≤ 4,5. Cristal·litza en el sistema hexagonal.

## Formació i jaciments
Es forma com a mineral secundari rar a la zona d'oxidació dels jaciments hidrotermals de minerals de l'or i tel·luri.
Sol trobar-se associat a altres minerals com: tel·luri natiu, tel·lurita, paratelurita, spiroffita o mroseita.